# Budhanilkantha
Koordinaten: 27° 46′ 41″ N, 85° 21′ 44″ O
Budhanilkantha ist eine dem Vishnu in seiner Form als Jalashayana Narayan gewidmete Tempelanlage am Fuße des Shivapuri nördlich von Kathmandu in Nepal.

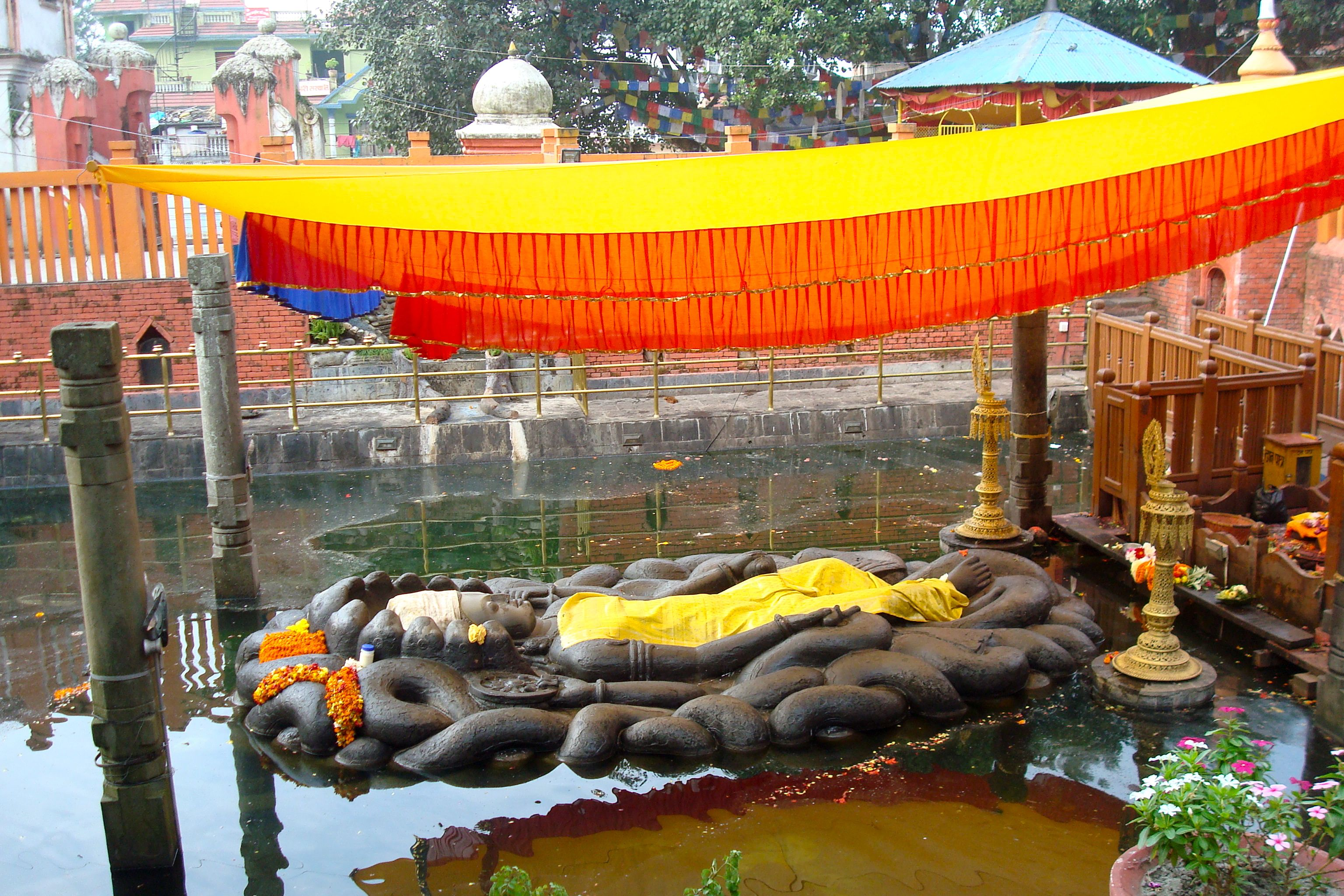
Kultbild des Tempels von Budhanilkantha

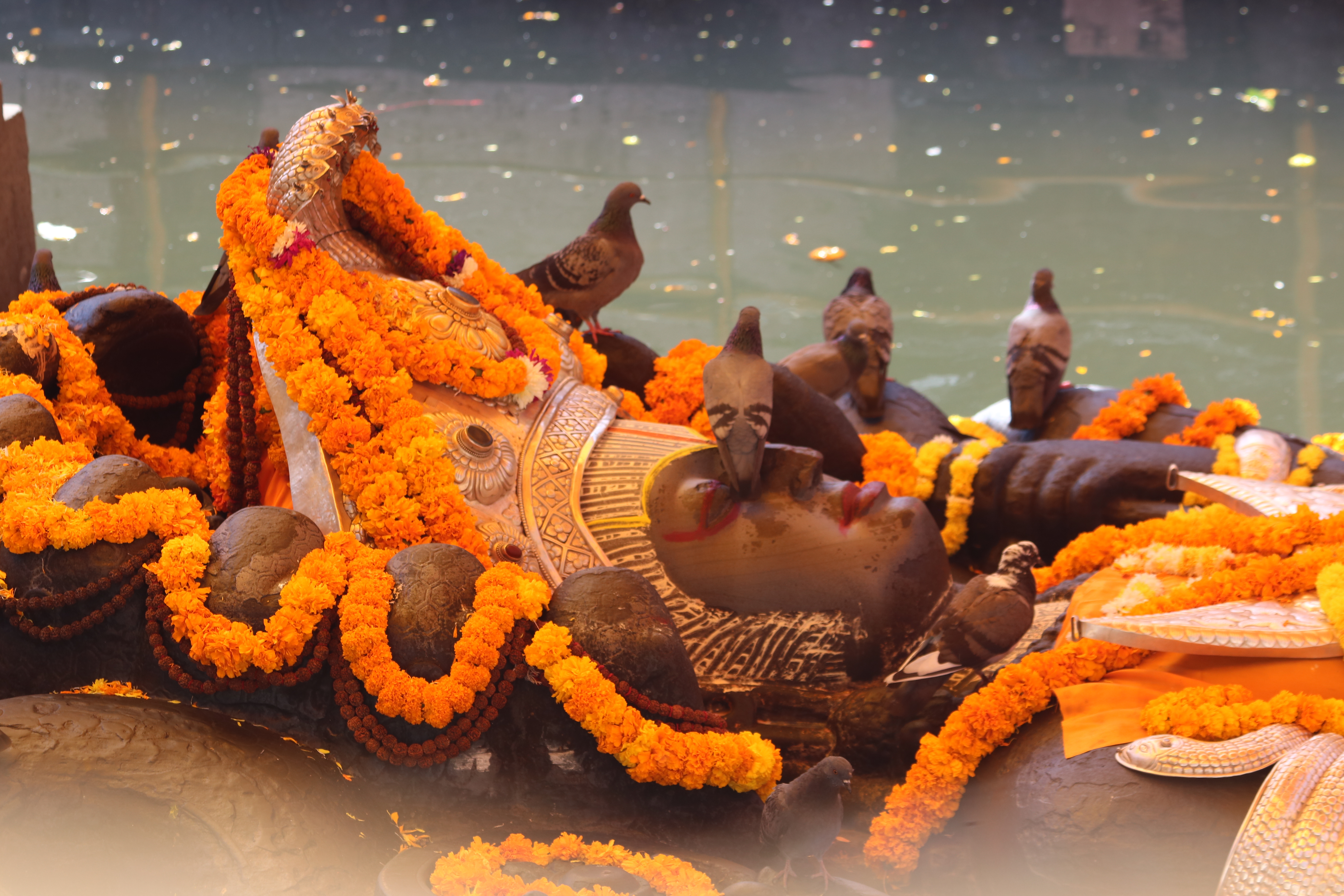
Detail von Budhanilkantha

## Lage
Der Tempelkomplex von Budhanilkantha liegt im Zentrum der Ortschaft Narayanthan rund 12 km (Fahrtstrecke) nördlich des Stadtzentrums von Kathmandu. Der auf einer Höhe von rund 1450 Meter gelegene Tempel wird von den Gipfeln des Shivapuri, welcher den Nordrand des Kathmandu-Tals bildet, überragt.

## Namensgebung
Der Name Budhanilkantha setzt sich aus budha („im Schlamm verborgen“) und nilkantha („Blauhals“) zusammen.
Zwei Legenden führten zu der eigenartigen Namensgebung – beim Pflügen seines Feldes fand ein Bauer eine verschollene Statue, welche nach der Berührung durch den Pflug zu bluten begann. Die Legende vom „Blauhals“ wird sowohl mit Vishnu, meist aber mit Shiva in Verbindung gebracht – der Gott opferte sich und trank das Gift des Milchozeans, welches seinen Hals blau färbte. Um das dadurch hervorgerufene Brennen zu mildern, warf er sich in den See Gosainkund, welcher das Becken von Budhanilkantha speisen soll.

## Geschichte
Das – außergewöhnlich gut erhaltene – der Licchavi-Zeit zuzuordnende Kultbild besteht aus einem Block schwarzen Basalts, welcher im nördlichen Kathmandutal nicht vorkommt und wahrscheinlich von Anhängern des Vishnuismus hierher gebracht wurde. Eine erste Erwähnung findet sich im Jahr 642, allerdings ist es möglich, dass es bereits im 5. Jahrhundert geschaffen wurde. Es gilt als eines der Hauptheiligtümer des von Hadigaon aus regierten Licchavi-Reiches im Kathmandutal, weitere Tempel dieser Periode finden sich in Balaju und im Garten des alten Königspalasts von Kathmandu.
Mit dem Auftreten der frühen Malla-Dynastie begann die Bedeutung des bis dahin dominierenden Vishnuismus gegenüber dem Shivaismus an Bedeutung zu verlieren – die Bedeutung des Tempels schwand, zumal es den Herrschern aufgrund der Weissagung des sofortigen Todes bei Betrachtung des Idols verboten war, Budhanilkantha zu besuchen.
Insbesondere der Bau eines Hare-Krishna-Tempels im Jahr 1970 und eines Schulkomplexes mit Internat im Jahr 1972 haben das Umfeld des ehemals sehr abgelegenen Tempelkomplexes von Budhanilkantha erheblich beeinflusst, zahlreiche Neubauten entstanden in den letzten Jahrzehnten des 20. Jahrhunderts, darunter auch einen Betonzaun rund um das Wasserbecken, welcher den ehemals freien Blick auf dieses und das Kultbild erschwert. Des Weiteren wurden zahlreiche Bäume im und um den Tempelkomplex herum gefällt.

## Tempelkomplex
Zentrum der Anlage ist der rund 13 m lange, den Urozean darstellende Wassertank mit dem Kultbild, welcher seit den Umbauarbeiten durch einen wenig vorteilhaften Betonzaun umgeben ist. In seinem Umfeld befinden sich einige kleinere Tempel und Schreine meist neueren Datums, ein Shiva-Lingam sowie einige Bänke. Der Tempelbezirk wird von einer Mauer mit vier Toren umgeben, der ehemals reiche Bestand von Pipal-Bäumen wurde stark ausgedünnt.

## Kultbild

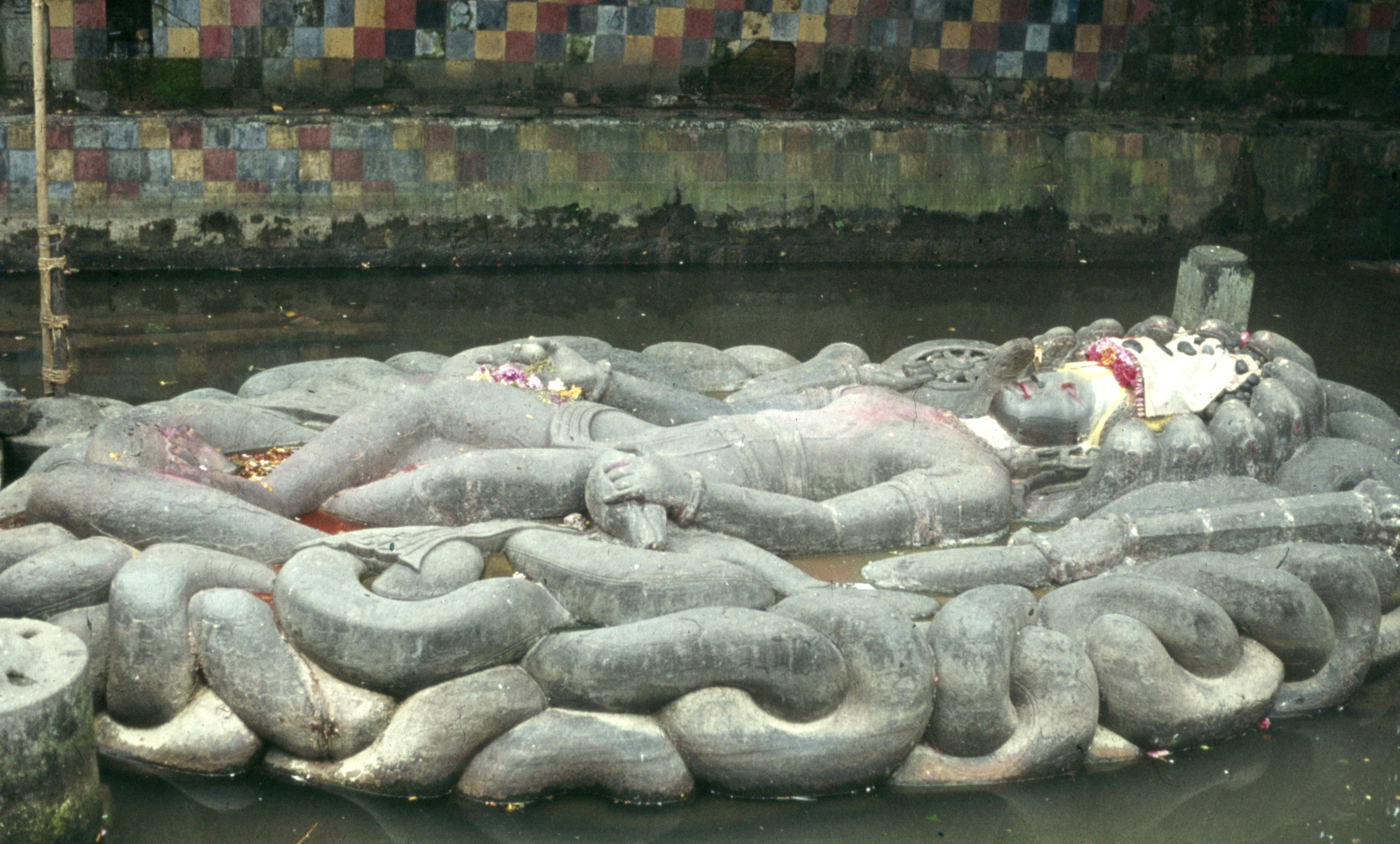
Kultbild

Das etwa 5 m große Kultbild stellt Vishnu als Jalashayana Narayan auf dem vielfach gewundenen Leib der Weltenschlange Ananta ruhend dar, welche auf dem Urozean treibend mit ihren elf Köpfen den Schlaf des Gottes bewacht. Die Körperhaltung der Statue Vishnus mit locker angewinkelten Beinen und der gelassene Ausdruck des Gesichts begründen die einzigartige Ausstrahlung des Kultbilds. Die vier Hände des Gottes zeigen seine Attribute Diskus, Lotos, Schneckenhorn und Keule (chakra, padma, shankha, gada). Aus seinem Nabel entspringt ein Lotos, der Brahma – den Schöpfer der Welt – gebären wird.
Der Zugang zur Statue ist nur Hindus am Fußende gestattet, das Idol selbst darf nur von Brahmanen betreten werden. Diese waschen im Rahmen einer täglich ab 9:00 Uhr stattfindenden puja das Gesicht und die Füße der Statue zunächst mit Wasser und später mit einer Mischung aus Ghee, Milch, Joghurt, Honig und Zucker. Abschließend werden die von den Pilgern als Opfergaben dargebrachten Blumen um das Haupt Vishnus drapiert.

## Feste
Die Wallfahrt nach Budhanilkantha erreicht ihren Höhepunkt im Rahmen der Haribodhini Ekadasi (auch Baikuntha-Chaturdasi), dem 11. Tag des Monats Kartik (Oktober/November), an welchem die nach einer Legende viermonatige Abwesenheit Vishnus während des Monsuns endet. Während der folgenden vier Tage drängen sich tausende auf dem Gelände des Tempelkomplexes von Budhanilkantha.